# Nina Wrobel
Nina Wrobel née Göhl le 28 juillet 1983 à Munich, est une coureuse cycliste allemande, spécialiste de VTT cross-country.

## Biographie
Nina Wrobel remporte la manche de Fort William en Écosse de la Coupe du monde de cross-country en 2006.

## Palmarès en VTT

### Championnats du monde
- Kaprun 2002
  - 9e du cross-country
- Les Gets 2004
  - 8e du cross-country

### Coupe du monde
- Coupe du monde de cross-country
  - 6e en 2006 (1 manche)

### Championnats d'Europe
- 2005
  - 4e du cross-country

### Championnat d'Allemagne
- 1999
  -  Championne d'Allemagne de cross-country cadettes
- 2003
  - 2e du championnat d'Allemagne de cross-country
- 2005
  - 2e du championnat d'Allemagne de cross-country
  - 2e du championnat d'Allemagne de cross-country marathon
- 2006
  -  Championne d'Allemagne de cross-country marathon
  - 2e du championnat d'Allemagne de cross-country
- 2007
  - 3e du championnat d'Allemagne de cross-country

### Autres
- 2004
  - Bern
- 2006
  - St. Märgen
  - Wetter

## Palmarès sur route
- 2009
  - 3e de Leo Wirth Gedächtnisrennen